# ISO 3166-2:BH
ISO 3166-2:BH – kody ISO 3166-2 dla podjednostek administracyjnych Bahrajnu.
Kody ISO 3166-2 to część standardu ISO 3166 publikowanego przez Międzynarodową Organizację Normalizacyjną. Kody te są przypisywane głównym jednostkom podziału administracyjnego, takim jak np. województwa czy stany, każdego kraju posiadającego kod w standardzie ISO 3166-1. 
Aktualnie (2017) dla Bahrajnu zdefiniowano kody dla 4 muhafaz. 
Pierwsza część oznaczenia to kod Bahrajnu zgodnie z ISO 3166-1, natomiast druga część oznaczenia znajdująca się po myślniku to dwucyfrowy kod jednostki administracyjnej. 

## Kody ISO
| Kod ISO | Nazwa jednostki administracyjnej | Nazwa jednostki administracyjnej w języku arabskim | Rodzaj jednostki administracyjnej |
| ------- | -------------------------------- | -------------------------------------------------- | --------------------------------- |
| BH-13   | Muhafazat al-Asima               | محافظة العاصمة                                     | muhafaza                          |
| BH-14   | Al-Muhafazat al-Dżanubijja       | المحافظة الجنوبية                                  | muhafaza                          |
| BH-15   | Muhafazat al-Muharrak            | المحافظة الجنوبية                                  | muhafaza                          |
| BH-17   | Al-Muhafazat asz-Szimalijja      | المحافظة الشمالية                                  | muhafaza                          |